# Acetabularia (schimmelgeslacht)
Acetabularia is een monotypisch geslacht van schimmels behorend tot de familie Bolbitiaceae. Het bevat alleen Acetabularia acetabulosa.